# Termodynamisk ligevægt
 Ikke at forveksle med termisk ligevægt der er én betingelse for termodynamisk ligevægt.
I termodynamik siges et termodynamisk system at være i temodynamisk ligevægt, når det er i termisk, mekanisk og kemisk ligevægt. Et systems lokale stadie ved termodynamisk ligevægt er bestemt af værdierne for dets intensive parametre, som tryk, temperatur, etc. I særdeleshed er termodynamisk ligevægt karakteriseret ved minimumet af et termodynamisk potential, såsom Helmholtz fri energi, dvs. systemer ved konstant temperatur og volumen:
{\displaystyle F=U-TS}
Eller som Gibbs fri energi, dvs. systemer ved konstant tryk og temperatur:
{\displaystyle G=H-TS}
Den proces, der leder til en termodynamisk ligevægt kaldes termalisering. Et eksempel på dette er et system med interagerende partikler, der efterlades uforstyrede af påvirkninger udefra. Ved at interagere vil de dele energi/impuls blandt hinanden og nå et stadie, hvor de globale statistikker er uændrede i tid.

## Betingelser for ligevægt
- For et fuldt ud isoleret system, {\displaystyle \Delta S=0} ved ligevægt.
- For et system ved konstant temperatur og volumen, {\displaystyle \Delta F=0} ved ligevægt.
- For et system ved konstant temperatur og tryk, {\displaystyle \Delta G=0} ved ligevægt.